# Pokój w kraju, pokój na świecie
Pokój w kraju, pokój na świecie (tur. Yurtta sulh, cihanda sulh) – nieoficjalna maksyma oddająca cele polityki zagranicznej Republiki Tureckiej, to jest neutralność, niezaangażowanie i dążenie do pokoju oraz skupienie się na rozwoju własnego państwa bez ingerencji w sprawy sąsiadów. Słowa pochodzą z jednego z przemówień Mustafy Kemala Atatürka wygłoszonego 20 kwietnia 1931.
Kontekst wypowiedzi Atatürka jednoznacznie wskazywał na powiązanie maksymy z konkretnymi planami dotyczącymi działań Turcji na arenie międzynarodowej. W języku tureckim zdanie brzmiało: Cumhuriyet Halk Fırkası'nın müstakar umumî siyasetini şu kısa cümle açıkça ifadeye kâfidir zannederim: Yurtta sulh, cihanda sulh için çalışıyoruz., co można by przetłumaczyć jako By opisać trwałą i stabilną dyplomację Republikańskiej Partii Ludowej wystarczy, jak myślę, jedno krótkie zdanie: pracujemy dla pokoju w kraju i pokoju na świecie. W końcu lat 20. i na początku lat 30. XX wieku rządzący Turcją zdecydowali się skupić na konsolidacji społeczeństwa oraz rozwoju gospodarczym i kulturalnym kraju. By zapewnić krajowi spokój, władze podążały ścieżką wiodącą do wygaszenia konfliktów z państwami ościennymi, szczególnie z Grecją i Związkiem Radzieckim. Zasada obowiązywała także po II wojnie światowej, Turcja rozpoczęła wycofywanie się z niej dopiero po upadku Związku Radzieckiego i wytworzeniu się próżni na obszarze Kaukazu Południowego.
Stanowisko Atatürka wywarło olbrzymi wpływ na historię Turcji w XX wieku i przyczyniło się do rozpowszechnienia w społeczeństwie tureckim silnych nastrojów izolacjonistycznych i pacyfistycznych. Mimo że w historii najnowszej Turcja wielokrotnie wysyłała wojsko poza swoje granice (m.in. wysłała kontyngent na wojnę w Korei, najechała Cypr, brała udział w obu wojnach w Iraku i wysyłała wojska rozjemcze do krajów byłej Jugosławii), za każdym razem decyzja taka spotykała się z silnym oporem zarówno wśród społeczeństwa, jak i jego elit.
Swoistym upamiętnieniem maksymy przywódcy Turcji jest Park Pokoju w Ankarze otaczający mauzoleum Atatürka. Praktycznie niedostępny dla osób odwiedzających mauzoleum, ma służyć zarówno jako upamiętnienie pokojowej polityki pierwszego prezydenta Republiki Tureckiej, jak i odgrodzeniu jego mauzoleum od zgiełku miasta.